# Jürgen Wefelmeier
Hans-Jürgen Wefelmeier (* 2. Juli 1943 in Lüdenscheid) ist ein deutscher ehemaliger Ministerialbeamter und Staatssekretär im Ministerium für Wirtschaft, Verkehr und Technologie in Hessen.

## Biografie
Jürgen Wefelmeier studierte Rechtswissenschaften und wurde 1968 in Köln mit einer Arbeit Der internationale und europäische Gerichtshof zum Dr. iur. promoviert. Er trat in den Staatsdienst im Bundesministerium für wirtschaftliche Zusammenarbeit ein, wechselte mit Hans Matthöfer ins Bundesfinanzministerium, wo er von 1978 bis 1979 das Ministerbüro leitete, und durchlief dort eine Karriere bis zum Ministerialdirektor 1982. Von 1991 bis 1994 amtierte er als Staatssekretär für Wirtschaft, Verkehr und Technologie im Kabinett Eichel I.